# Ortovero
Ortovero – miejscowość i gmina we Włoszech, w regionie Liguria, w prowincji Savona.
Według danych na rok 2004 gminę zamieszkiwało 1086 osób, 120,7 os./km².